# HMS Staunch (1867)
«Стонч» - четвертий корабель Королівського флоту Великої Британії з цим ім'ям, який став прототипом канонерських човнів Рендела. Конструкції такого типу пізніше використовували військові флоти багатьох держав у другій половині 19 століття. 

## Конструкція
Автором конструкції корабля, призначеного для потреб берегової оборони та захисту портів, був англійський інженер і один з партнерів компанії Армстронга Джордж Вайтвік Рендел. Основним і по суті єдиним озброєнням корабля була 9 дюймова (229 мм) гармата Армстронга. Вона вела вогонь у напрямку носа корабля. У зв'язку з цим обриси носа нагадували аналогічну частину монітора. Через невеликі розміри розміщення крупнокаліберної гармати призвело до непропорційної ширини канонерського човна.  
За вісім-десять хвилин гармату можна було опустити у корпус. Обслугу гармати захищали оббиті металом підйомні щити.   
Оскільки канонерський човен не мав далеко віддалятися від берега, на ньому відмовилися від вітрил і єдиним рушієм була парова машина, яка приводила у рух два гвинти.

## Служба
Служба канонерського човна минула без значних подій. Був проданий 1904 р.